# Marcelo Ríos
Marcelo Andrés Ríos Mayorga (1975, december 26. –) korábbi világelső chilei hivatásos teniszező. Ő volt az első latin-amerikai teniszező, aki vezette a világranglistát (összesen hat hétig volt az élen). Ő az egyetlen játékos az Open érában, aki úgy volt világelső, hogy nem sikerült Grand Slam-tornát nyernie. Legközelebb ehhez az 1998-as Australian Openen került, amikor a döntőig jutott, ahol viszont simán kikapott a cseh Petr Kordától. Karrierje során 18 egyéni és egy páros ATP tornagyőzelmet aratott. Ríos pályafutása során rengeteg botrányba keveredett, többször bírságolták meg különböző okokból és magánéletétől is gyakran voltak hangosak az újságok.

## Döntői

### Győzelmei (18)
| Legend                 |
| Grand Slam (0)         |
| Grand Slam Cup (1)     |
| ATP Masters Series (5) |
| ATP Tour (11)          |

| No. | Dátum                | Helyszín                                | Borítás          | Ellenfél a döntőben | Eredmény a döntőben           |
| 1.  | 1995, május 28.      | Bologna, Olaszország                    | Salak            | Marcelo Filippini   | 6-2, 6-4                      |
| 2.  | 1995, július 30.     | Amszterdam, Hollandia                   | Szőnyeg          | Jan Siemerink       | 6-4, 7-5, 6-4                 |
| 3.  | 1995, október 8.     | Kuala Lumpur, Malajzia                  | Szőnyeg (fedett) | Mark Philippoussis  | 7-6(6), 6-2                   |
| 4.  | 1996, május 26.      | Sankt Pölten, Ausztria                  | Salak            | Félix Mantilla      | 6-2, 6-4                      |
| 5.  | 1997, április 27.    | Monte Carlo, Monaco                     | Salak            | Àlex Corretja       | 6-4, 6-3, 6-3                 |
| 6.  | 1998, január 18.     | Auckland, Új-Zéland                     | Kemény           | Richard Fromberg    | 4-6, 6-4, 7-6(3)              |
| 7.  | 1998, március 15.    | Indian Wells, Amerikai Egyesült Államok | Kemény           | Greg Rusedski       | 6-3, 6-7(15), 7-6(4), 6-4     |
| 8.  | 1998, március 29.    | Miami, Amerikai Egyesült Államok        | Kemény           | Andre Agassi        | 7-5, 6-3, 6-4                 |
| 9.  | 1998, május 17.      | Rome, Olaszország                       | Salak            | Albert Costa        | visszalépett                  |
| 10. | 1998, május 24.      | Sankt Pölten, Ausztria                  | Salak            | Vincent Spadea      | 6-2, 6-0                      |
| 11. | 1998, október 5.     | Grand Slam Cup, Németország             | Kemény (fedett)  | Andre Agassi        | 6-4, 2-6, 7-6(1), 5-7, 6-3    |
| 12. | 1998, október 17.    | Szingapúr                               | Szőnyeg (fedett) | Mark Woodforde      | 6-4, 6-2                      |
| 13. | 1999, május 9.       | Hamburg, Németország                    | Salak            | Mariano Zabaleta    | 6-7(5), 7-5, 5-7, 7-6(5), 6-2 |
| 14. | 1999, május 23.      | Sankt Pölten, Ausztria                  | Salak            | Mariano Zabaleta    | 4-4, retired                  |
| 15. | 1999, október 17.    | Szingapúr                               | Kemény (fedett)  | Mikael Tillström    | 6-2, 7-6(5)                   |
| 16. | 2000, július 23.     | Umag, Horvátország                      | Salak            | Mariano Puerta      | 7-6(1), 4-6, 6-3              |
| 17. | 2001, január 7.      | Doha, Katar                             | Kemény           | Bohdan Ulihrach     | 6-3, 2-6, 6-3                 |
| 18. | 2001, szeptember 30. | Hongkong                                | Kemény           | Rainer Schüttler    | 7-6(3), 6-2                   |

### Elvesztett döntői (13)
| No. | Dátum               | Helyszín                               | Borítás         | Ellenfél a döntőben  | Eredmény a döntőben   |
| 1.  | 1995, október 29.   | Santiago, Chile                        | Salak           | Sláva Doseděl        | 6-7(3), 3-6           |
| 2.  | 1996, március 10.   | Scottsdale, Amerikai Egyesült Államok  | Kemény          | Wayne Ferreira       | 6-2, 3-6, 3-6         |
| 3.  | 1996, április 21.   | Barcelona, Spanyolország               | Salak           | Thomas Muster        | 3-6, 6-4, 4-6, 1-6    |
| 4.  | 1996, november 10.  | Santiago, Chile                        | Salak           | Hernán Gumy          | 4-6, 5-7              |
| 5.  | 1997, február 16.   | Marseille, Franciaország               | Kemény (fedett) | Thomas Enqvist       | 4-6, 0-1, feladta     |
| 6.  | 1997, május 18.     | Róma, Olaszország                      | Salak           | Àlex Corretja        | 5-7, 5-7, 3-6         |
| 7.  | 1997, augusztus 24. | Boston, Amerikai Egyesült Államok      | Kemény          | Sjeng Schalken       | 5-7, 3-6              |
| 8.  | 1997. november 9.   | Santiago, Chile                        | Salak           | Julián Alonso        | 2-6, 1-6              |
| 9.  | 1998, február 1.    | Australian Open, Melbourne, Ausztrália | Kemény          | Petr Korda           | 2-6, 2-6, 2-6         |
| 10. | 1999, április 25.   | Monte Carlo, Monaco                    | Salak           | Gustavo Kuerten      | 4-6, 1-2, feladta     |
| 11. | 1999, október 10.   | Sanghaj, Kína                          | Kemény          | Magnus Norman        | 6-2, 3-6, 5-7         |
| 12. | 2002, október 27.   | Stockholm, Svédország                  | Kemény (fedett) | Pharadon Szricsaphan | 7-6(2), 0-6, 3-6, 2-6 |
| 13. | 2003, február 16.   | Viña del Mar, Chile                    | Salak           | David Sánchez        | 6-1, 3-6, 3-6         |

### Páros győzelmei (1)
| No. | Dátum            | Helyszín              | Borítás | Partner        | Ellenfelei a döntőben    | Eredmény a döntőben |
| 1.  | 1995, július 30. | Amszterdam, Hollandia | Salak   | Sjeng Schalken | Wayne Arthurs Neil Broad | 7-6(?), 6-2         |

### Elvesztett páros döntői(1)
| No. | Dátum             | Helyszín                              | Borítás | Partner        | Ellenfelei a döntőben       | Eredmény a döntőben |
| 1.  | 2001, március 11. | Scottsdale, Amerikai Egyesült Államok | Kemény  | Sjeng Schalken | Donald Johnson Jared Palmer | 6-7(3), 2-6         |

## Külső hivatkozások
- Marcelo Ríos profilja az ATP oldalán (angolul)
- Hivatalos oldal